# Gadzhimurad Rashídov
Gadzhimurad Gazigándovich Rashídov (en ruso: Гаджимурад Газигандович Рашидов; Shamshagar, 30 de octubre de 1995) es un deportista ruso, de origen daguestano, que compite en lucha libre.
Participó en los Juegos Olímpicos de Tokio 2020, obteniendo una medalla de bronce en la categoría de 65 kg.
Ganó tres medallas en el Campeonato Mundial de Lucha entre los años 2017 y 2019, y tres medallas en el Campeonato Europeo de Lucha entre los años 2016 y 2024.

## Palmarés internacional
| Juegos Olímpicos   | Juegos Olímpicos       | Juegos Olímpicos  | Juegos Olímpicos |
| Año                | Lugar                  | Medalla           | Categoría        |
| ------------------ | ---------------------- | ----------------- | ---------------- |
| 2020               | Tokio (Japón)          | Medalla de bronce | 65 kg            |
| Campeonato Mundial |                        |                   |                  |
| Año                | Lugar                  | Medalla           | Categoría        |
| 2017               | París (Francia)        | Medalla de plata  | 61 kg            |
| 2018               | Budapest (Hungría)     | Medalla de plata  | 61 kg            |
| 2019               | Nursultán (Kazajistán) | Medalla de oro    | 65 kg            |
| Campeonato Europeo |                        |                   |                  |
| Año                | Lugar                  | Medalla           | Categoría        |
| 2016               | Riga (Letonia)         | Medalla de oro    | 57 kg            |
| 2018               | Kaspisk (Rusia)        | Medalla de oro    | 61 kg            |
| 2024               | Bucarest (Rumania)     | Medalla de plata  | 65 kg            |